# Pleiocarpidia maingayi
Pleiocarpidia maingayi là một loài thực vật có hoa trong họ Thiến thảo. Loài này được (King & Gamble) Ruhsam mô tả khoa học đầu tiên năm 2008.